# 미수 허목선생 친필 암각문
미수 허목선생 친필 암각문(眉叟 許穆先生 親筆 岩刻文)은 대한민국 경기도 파주시 적성면 장좌리에 있다. 미수 허목 선생의 친필 암각문이다. 2005년 5월 13일 파주시의 향토문화유산 제22호로 지정되었다.

## 개요
이곳의 암각문(岩刻文)은 조선 중기 학자 겸 문신인 허목(許穆, 1595~1682)선생이 현종9년(1668) <괘암(卦巖)> 두 글자와 우측에 <미수서(眉?書)>라 쓰고 음각한 암각문이다. 
미수허목은 사상적으로 이황(李滉)·정구(鄭逑)의 학통을 이어받아 이익(李瀷)에게 연결시킴으로써 기호 남인의 선구이고 실학파의 기반이 되었다. 특히 전서(篆書)에 독보적 경지를 이루어 전서체(篆書體)의 동방1인자로 불리었다. 
<미수기언(眉?記言)> 제9권 괘암제명기조(卦巖題名記條)에 따르면 “조선 현종 9년(1668) 여름 이 곳 괘암을 찾아가 <괘암(卦巖)>이란 두 글자와 <미수서(眉?書)>라 쓰고 돌에 새겨 괘암에 제명하는 고적임을 표시하였다.”라고 기록되어 있다. 
<괘암> 암각문은 각각 가로 30cm, 세로 55cm 크기의 전서체이며 우측에 새겨진 허목 선생의 호 <미수> 두 글자는 각각 가로 20cm, 세로 25cm의 크기이다. 그러나 문헌상에 나타나는 서(書)자 한 글자는 바위의 탈락으로 현재 유실된 상태다. 
본 암각문은 임진강의 절경과 함께 역사적 의미를 담고 있다는 점에서 임진강 역사를 복원하는데 매우 중요한 유적으로 평가되고 있다.